# ژهون
ژهون (به لاتین: Žehuň) یک منطقهٔ مسکونی در جمهوری چک است که در شهرستان کولین واقع شده‌است.